# Cantone di Courtomer
Il Cantone di Courtomer era una divisione amministrativa dell'arrondissement di Alençon.
È stato soppresso a seguito della riforma complessiva dei cantoni del 2014, che è entrata in vigore con le elezioni dipartimentali del 2015.
Comprendeva i comuni di:
- Brullemail
- Bures
- Le Chalange
- Courtomer
- Ferrières-la-Verrerie
- Gâprée
- Godisson
- Le Ménil-Guyon
- Montchevrel
- Le Plantis
- Saint-Agnan-sur-Sarthe
- Sainte-Scolasse-sur-Sarthe
- Saint-Germain-le-Vieux
- Saint-Léonard-des-Parcs
- Tellières-le-Plessis
- Trémont